# Atollo Gnaviyani
L'atollo Gnaviyani, o Fuvammulah è il più piccolo atollo delle Maldive, situato nel canale equatoriale tra Huvadhu e Addu. È composto da una sola isola, che è la più grande delle Maldive e una delle più fertili. 
| Controllo di autorità | J9U (EN, HE) 987007567406405171 |